# Eunidia anteflava
Eunidia anteflava es una especie de escarabajo longicornio del género Eunidia, categorizada en la tribu Eunidiini, de la subfamilia Lamiinae. Fue descrita por Lepesme & Breuning en 1953.

## Descripción
Mide 6,5 mm de longitud.

## Distribución
Se distribuye por Costa de Marfil y Kenia.